# Reform Village
Reform Village es una villa de Trinidad y Tobago, que forma parte de la región de Princes Town.

## Geografía
La villa abarca parte de la isla Trinidad y limita al norte con Gasparillo (localidad perteneciente a la región de Couva-Tabaquite-Talparo) y Ben Lomond, al sur con Iere Village, al este con Coryal Village y al oeste con Harmony Hall.

## Demografía
Datos demográficos de la villa de Reform Village:
| Gráfica de evolución demográfica de Reform Village entre 2000 y 2011 |
|                                                                      |